# Conca de Barberá (vino)
Conca de Barberá (Conca de Barberà en catalán) es una denominación de origen vinícola española cuya zona de producción está situada en el norte de la provincia de Tarragona.

## Historia

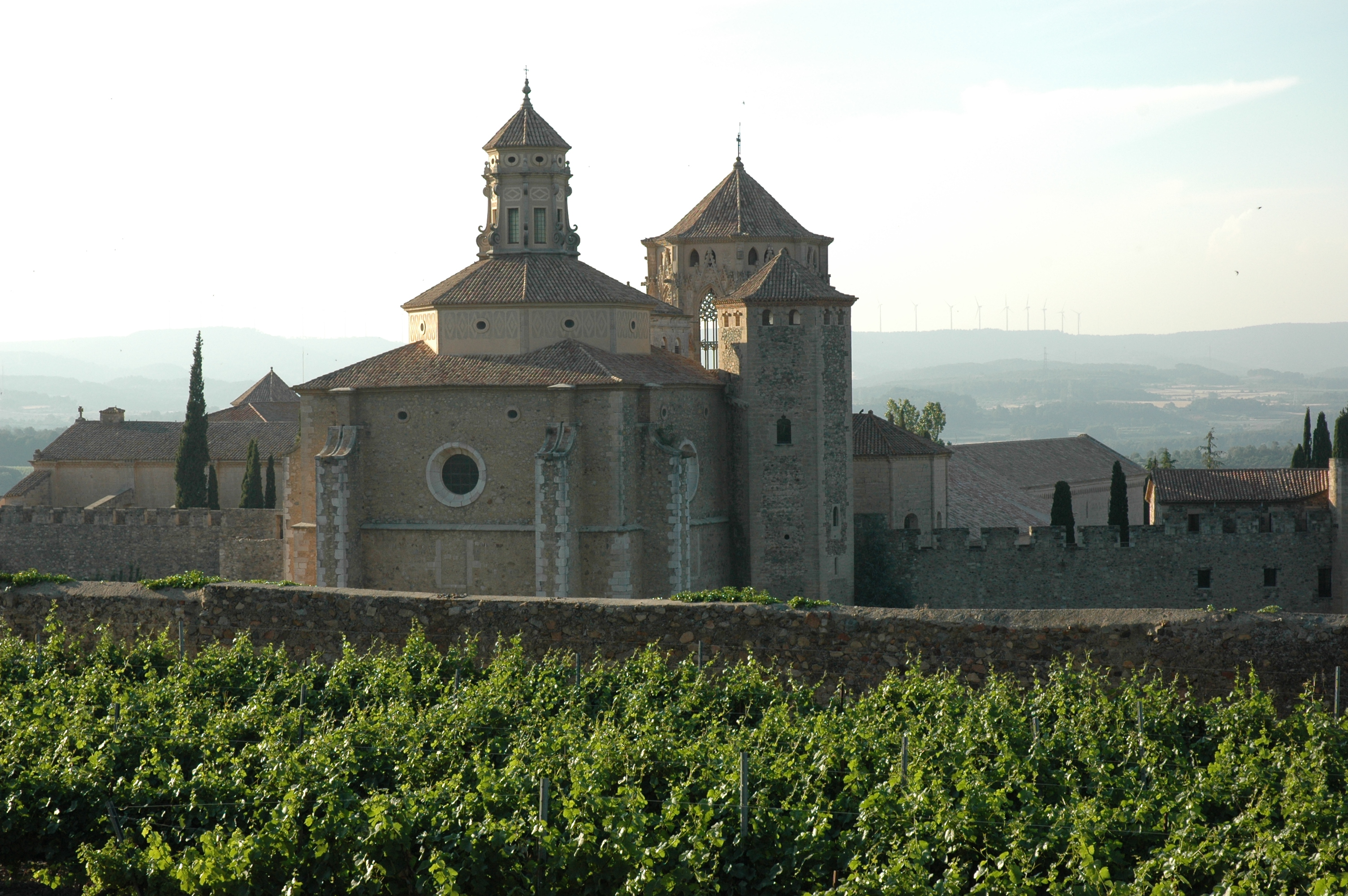
Viñas junto al monasterio de Poblet.

La historia vinícola de la comarca se remonta al siglo I a. C., pero su tradición está estrechamente ligada al monasterio de Poblet. Durante la época medieval los monjes cistercienses impulsaron el cultivo de la vid y la elaboración del vino. Se conserva una bodega de estilo gótico del siglo XIII.
La irrupción de la filoxera a finales del siglo XIX provocó un movimiento cooperativo para hacer frente a la plaga. En 1894 nació la Cooperativa de Barberà de la Conca a la que siguieron toda una lista de bodegas cooperativas. A principios del XX, se levantaron edificios modernistas en las bodegas, bautizadas por Àngel Guimerà como las "catedrales del vino", obra de arquitectos como Domènech y Martinell.

## Geografía
El viñedo se asienta en una hoya o depresión (no otra cosa significa conca), suelo erosionado por el paso del río Francolí. Son suelos calcáreos. Se trata de una zona que forma parte de la gran depresión del Ebro y rodeada de montañas (sierras de Miramar, Gayá, Tallat y macizo de Prades), lo que provoca que tenga un microclima mediterráneo, pero con influencia continental que hace que se produzcan marcadas diferencias térmicas entre el día y la noche.

## Tipos de vino
Las variedades de vid más usadas son las blancas macabeo y parellada y la tinta autóctona trepat. Produce sobre todo vino blanco, aunque también lo hay rosado, tinto y espumoso. Sus vinos son frescos, de graduación alcohólica moderada, ligeros y de aroma afrutado.